# Amor, amor (canción)
Amor, amor es una canción grabada por primera vez por la cantante española Lolita en 1975.

## Descripción
Compuesta por Paco Cepero, con arreglos de Johnny Galvao, según palabras de la intérprete, había sido inicialmente compuesta para ser cantada por la banda Los Marismeños. Se trata de una balada romántica y el primer gran éxito de la artista, que lo grabó con tan solo 17 años.
El tema pronto alcanzaría el número uno de entre los más vendidos en España ese año, posición que mantuvo durante siete semanas consecutivas. También fue número uno de la lista de Los 40 Principales la semana del 6 de diciembre de 1975.

## Versiones
Ha sido interpretada por la actriz y presentadora de televisión Anna Simon en el programa de Antena 3 Tu cara me suena mini (2014).